# Junkhearts
Pour plus de détails, voir Fiche technique et Distribution.
Junkhearts est un film dramatique britannique réalisé par Tinge Krishnan, sorti en 2011.
Au Festival international du film de Moscou, Junkhearts remporte le Saint-Georges d'or[réf. souhaitée].

## Synopsis
Frank est un ancien soldat au passé violent. Solitaire, il noie ses peurs dans l'alcool. Il croise un jour le chemin de Lynette, une jeune sans-abri, et malgré ses réticences, lui offre un endroit sûr.

## Fiche technique
Sauf indication contraire, les informations mentionnées dans cette section peuvent être confirmées par la base de données cinématographiques IMDb,  présente dans la section « Liens externes ».
- Titre original : Junkhearts
- Réalisation : Tinge Krishnan
- Scénario : Simon Frank
- Direction artistique : Byron Broadbent
- Costumes : Camille Benda
- Photographie : Catherine Derry
- Montage : Alastair Reid
- Musique : Christopher N Bangs
- Production : Andrew Eaton, Jeremy Gawade et Charles Parish
- Sociétés de production : Disruptive Element Films, Coded Pictures et Hustle Productions
- Société de distribution : Soda Pictures
- Pays d’origine : Royaume-Uni
- Langue originale : anglais
- Format : couleur - 35 mm - 2.35:1 - Dolby numérique
- Genre : Film dramatique
- Durée : 99 minutes
- Dates de sortie :
- Royaume-Uni : 4 novembre 2011

## Distribution
- Eddie Marsan : Frank
- Candese Reid : Lynette
- Tom Sturridge : Danny
- John Boyega : Jamal
- Romola Garai : Christine
- Shaun Dooley : Josh
- Nabil Elouahabi : Fisherman
- Bhasker Patel : Hasa

## Distinctions

### Récompenses
| Année                                    | Cérémonie ou récompense     | Prix         | Lauréat(es) |
| ---------------------------------------- | --------------------------- | ------------ | ----------- |
| 2011                                     |                             |              |             |
| Festival du film de Londres              | Meilleur espoir britannique | Candese Reid |             |
| 2012                                     |                             |              |             |
| Festival international du film de Moscou | Saint-Georges d'or          | Junkhearts   |             |
| Festival international du film de Moscou | Meilleur acteur             | Eddie Marsan |             |

### Nominations
| Année                       | Cérémonie ou récompense | Prix           | Lauréat(es) |
| --------------------------- | ----------------------- | -------------- | ----------- |
| 2011                        |                         |                |             |
| Festival du film de Londres | Meilleur réalisateur    | Tinge Krishnan |             |